# توكرة
توكرة "Taucheira" أو توخيرا مدينة ليبية عريقة تقع تحت منحدر الباكور، تبعد عن مدينة بنغازي نحو 70 كم إلى الشرق، وعن المرج 20 كم إلى الغرب عدد سكانها85.000 ألف نسمة، سميت في الثمانينيات «العقورية». أسسها الإغريق، ثم أصبحت مستعمرة رومانية، ثم بيزنطية، ثم فتحها المسلمون. يوجد بها متحف ومجموعة من الآثار الإغريقية والرومانية، وكانت مأهولة قبل وصول الإغريق، يعتبرها البعض جزء من المدن الخمس الليبية التي تم انشاؤها شرقي ليبيا، وبدأت بها الحفريات الأثرية في ستينيات القرن العشرين.
هذه المدينة استوطنها الإنسان في عصور ما قبل التاريخ ثم سكنتها قبيلة البكاليس الليبية ثم استوطنها الإغريق في اواخر القرن السابع ق.م. وعرفت عندهم وربما قبلهم باسم «تاوخيرا»، وقد هيمنت عليها مدينة كيريني (قوريني) ووقعت تحت سيطرة ملوكها في القرنين السادس والخامس ق.م. وقد شاركتها في هذه الهيمنة مدينة برقة (حاليا المرج) التي استمرت هيمنتها حتى القرن الرابع ق.م. بحيث أصبحت تاوخيرا حليفة لها فيما يعرف بالعصر الجمهوري عصر استقلال المدن عن ملوك كيريني بعد سقوط الملكية في حوالي عام 440 ق.م.
في العصر الهلّينِستي / البطلمي عرفت تاوخيرا باسم «ارسنوي» (نسبة إلى الملكة ارسنوي الثانية زوجة بطليموس الثاني) وأصبحت منذ عام 322 ق.م. إلى عام 96 ق.م.تابعة للملوك البطالمة في مصر، ثم تابعة للإمبراطورية الرومانية شأنها شأن بقية الإقليم، تُسير من قبل حكام يرسلهم الرومان من روما، وبعد انتقال عاصمة الرومان إلى القسطنطينية عام 324 م، أصبحت تُسير من قبل الاباطرة البيزنطيين، وقد شهدت ازدهار في عصر الإمبراطور جستنيان (527-565 م) وما بعده، وبسبب جودة تحصيناتها أصبحت آخر معقل للبيزنطيين في الإقليم أثناء الفتوحات الإسلامية عام 642 م، وقد تمكن المسلمون من فتح توكرة حوالي عام 645 م، وقد استقر بها المسلمون فترة من الزمن حتى القرن الحادي عشر الميلادي ثم هُجرت.
من أبرز آثار البلدة القديمة المحاجر وماتحويه من مقابر وأبراج المدينة وأسوارها، شارع الديكومانوس، الحمامات البيزنطية والحصن البيزنطي-الإسلامي، إضافة لمتحف توكرة الموجود داخل القلعة التركية الإيطالية.

## وصلات خارجية
- Livius.org: Taucheira (Arsinoe)